# Kingia australis
Kingia australis is een Australische grasboom. Het is de enige soort in het genus Kingia.
De soort wordt veelal ingedeeld in de familie Dasypogonaceae. Voorheen werden alle planten die nu tot deze familie Dasypogonaceae horen wel ingedeeld in de familie Xanthorrhoeaceae. Deze twee families samen delen de opmerkelijke groeivorm die 'grasboom' heet. Ondanks deze oppervlakkige gelijkenis zijn beide families niet zeer nauw verwant.